# Hrabstwo Madison (Georgia)

Piramida wieku hrabstwa

Hrabstwo Madison – hrabstwo w USA, w stanie Georgia. Siedzibą hrabstwa jest Danielsville, a największym miasteczkiem Comer. Należy do obszaru metropolitalnego – Athens.
Według spisu w 2020 roku liczy 30,1 tys. mieszkańców, w tym 79,7% stanowiły białe społeczności nielatynoskie, 10,1% Afroamerykanie i 6,7% to Latynosi.

## Miejscowości
- Carlton
- Colbert
- Comer
- Danielsville
- Hull
- Ila

## Sąsiednie hrabstwa
- Hrabstwo Franklin – północ
- Hrabstwo Hart – północny wschód
- Hrabstwo Elbert – wschód
- Hrabstwo Oglethorpe – południe
- Hrabstwo Clarke – południowy zachód
- Hrabstwo Jackson – zachód
- Hrabstwo Banks – północny zachód

## Polityka
Hrabstwo jest silnie republikańskie, gdzie w wyborach prezydenckich w 2020 roku, 75,8% głosów otrzymał Donald Trump i 22,8% przypadło dla Joe Bidena.

## Religia
Poza kościołami protestanckimi znajduje się tutaj jeden zbór świadków Jehowy.